# Galerie Ludvíka Kuby Poděbrady
Galerie Ludvíka Kuby Poděbrady (GALK) je multifunkční prostor v Poděbradech zaměřený na prezentaci současného a moderního umění, architektury a designu. Sídlí v prostorách Kolonády přátelství a umění, postavené v 80. letech 20. století. Zakladatelem a vlastníkem galerie jsou Lázně Poděbrady, a. s. Provozovatelem galerie je Polabská umělecká společnost, z. s.
Program galerie navazuje na tradici lázeňských výstav, které se konaly v různých lázeňských objektech již od založení lázní roku 1908. Na počest poděbradského rodáka, jenž v polabském městečku žil, studoval a uspořádal zde několik autorských výstav, nese výstavní síň jméno Ludvíka Kuby (1863–1956). 

## Výstavy (dokumentované)
1987
- Vojtěch Kobylka: Kresby a reliéfy[4]
- Emilia Liliana Maftei: Samostatná výstava
- Ladislav Janouch: Plastiky (autorská výstava)

1988
- Ludvík Kuba: Autoportréty[5]
- Jaroslav Klát: Samostatná výstava

1989
- Zdeněk Kříž[6]
- Alena Vondřejcová

1993
- Marie Blabolilová: Grafika 1988–1993[7] - autorská výstava Marie Blabolilové
- Ludvík Kuba: Medailon – výstava obrazů Ludvíka Kuby z let 1893 – 1955[8]
- Vladimír Komárek: Obrazy a grafika[9] - autorská výstava Vladimíra Komárka

2005
- Oldřich Tlustoš: Obrazy, sochy, reliéfy, kresby, medaile.[10]

2007
- Jaroslav Klát: Samostatná výstava

2011
- Jaromír Másler: O nás barvou vyprávím – výstava obrazů Jaromíra Máslera[11]
- Pavel Machotka - výstava obrazů Pavla Machotky[12]

2018
- Jaroslav Klát: Průniky realismu a abstrakce - výstava obrazů otce a syna, Jaroslava Kláta staršího a Jaroslava Kláta mladšího[13]
- Čeští architekti a počátky turistiky na chorvatském Jadranu[14]
- Forman – Milkov - výstava obrazů Pavla Formana a soch Stefana Milkova.[2]
- Martin Němec: Sýýýr - výstava obrazů hudebníka, spisovatele a malíře, Martina Němce.[15]

2019
- Josef Kilian: Poetické vyznání v barvách – výstava obrazů Josefa Kiliana[16]
- František Líbal: Tlumená imprese – výstava olejomaleb Františka Líbala.[17]
- Živý tok - Sochy Vojtěcha Adamce st., Obrazy Vojtěcha Adamce ml.[18]
- Michal Bačák: Ilustrace[19]
- Sochaři v Poděbradech[20]
- Josef Liesler: Fantaskní realita[21]

2020
- Lukáš Havrda: Genius loci[21]
- Jiří Suchý: Kresleno na kámen[22]
- Antonín Kroča: Na dřeň[23]
- Julie Winterová Mezerová: Lesem, polem[24]

2021
- Pasta Oner: HalfTime[25]
- Adam Kašpar: Universum[26]
- Ivan Exner: Obrazy[27]

2022
- Pauser: Arcade[28]
- Břetislav Benda[29]
- Ivana Štenclová: Casting[30]
- Pavel Šmíd: Nevstoupíš do stejné řeky[31]

2023
- Tomáš Predka: Obvody a výboje[32]
- Ludvík Kuba: Obrazy[33]
- Marie Blabolilová[34]
- Francisco Goya: Rozmary[35]

2024
- Tereza Zichová: Neboj![36]

## Fotogalerie

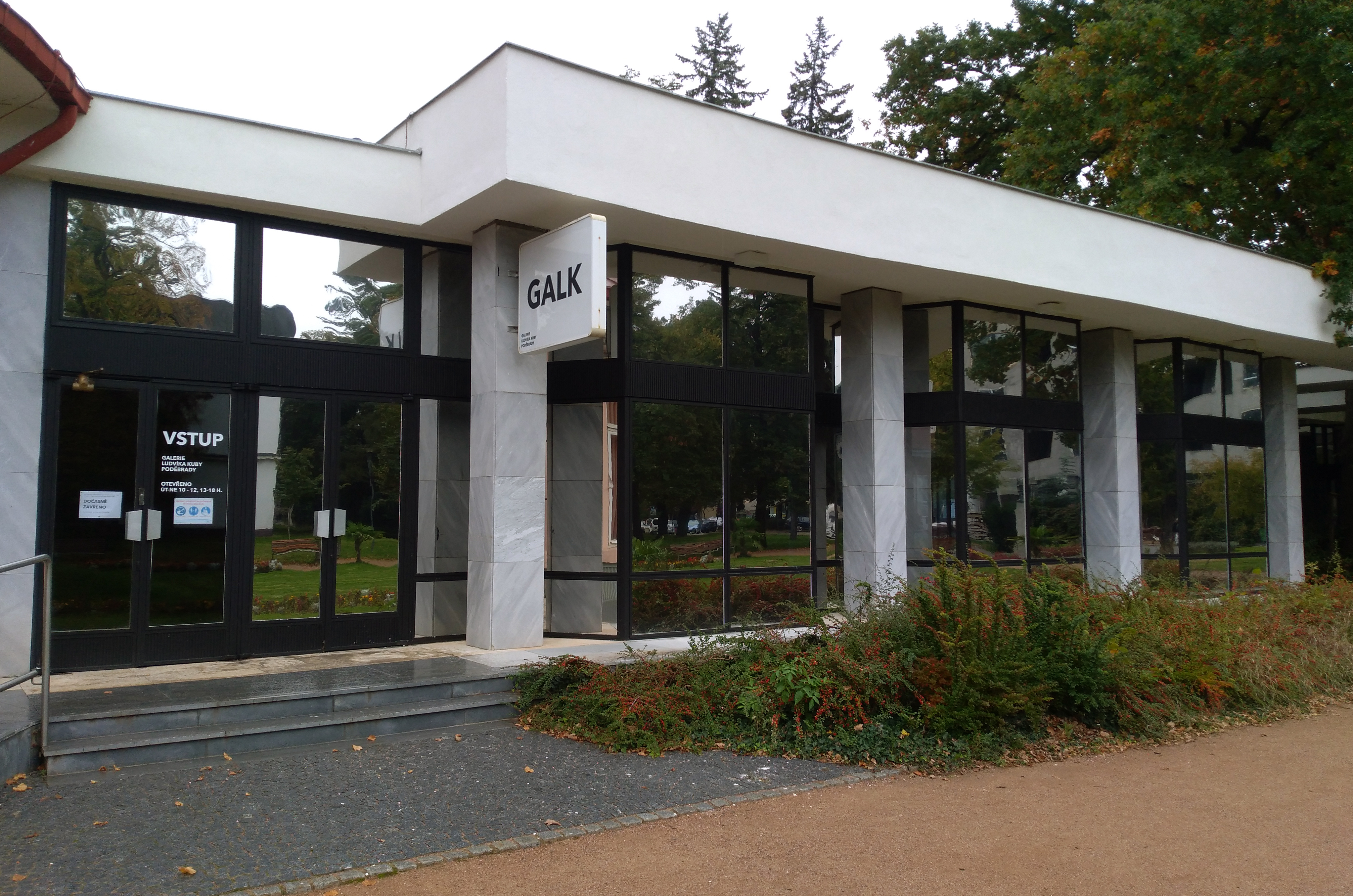
vstup do galerie
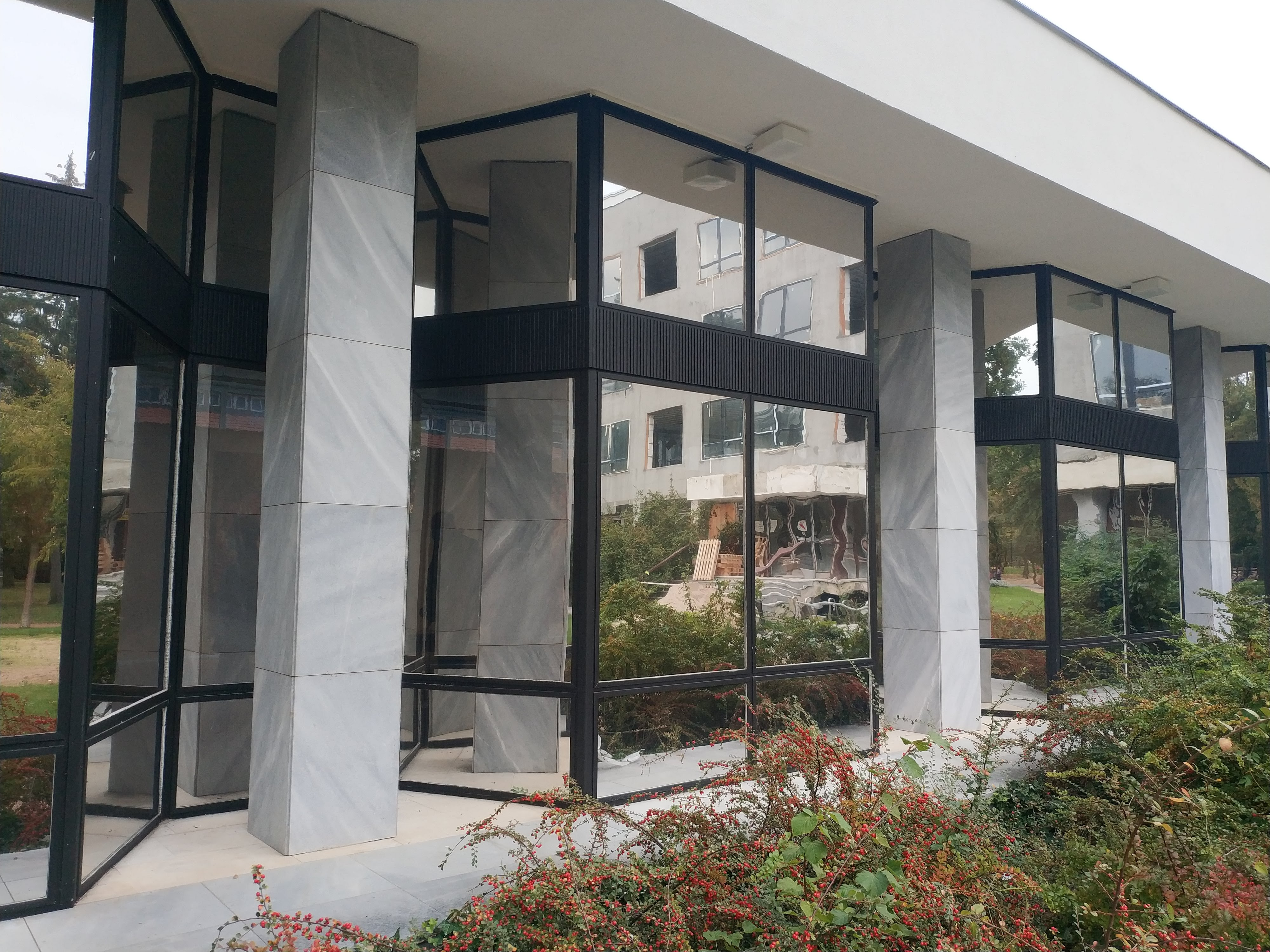
detail exteriéru galerie
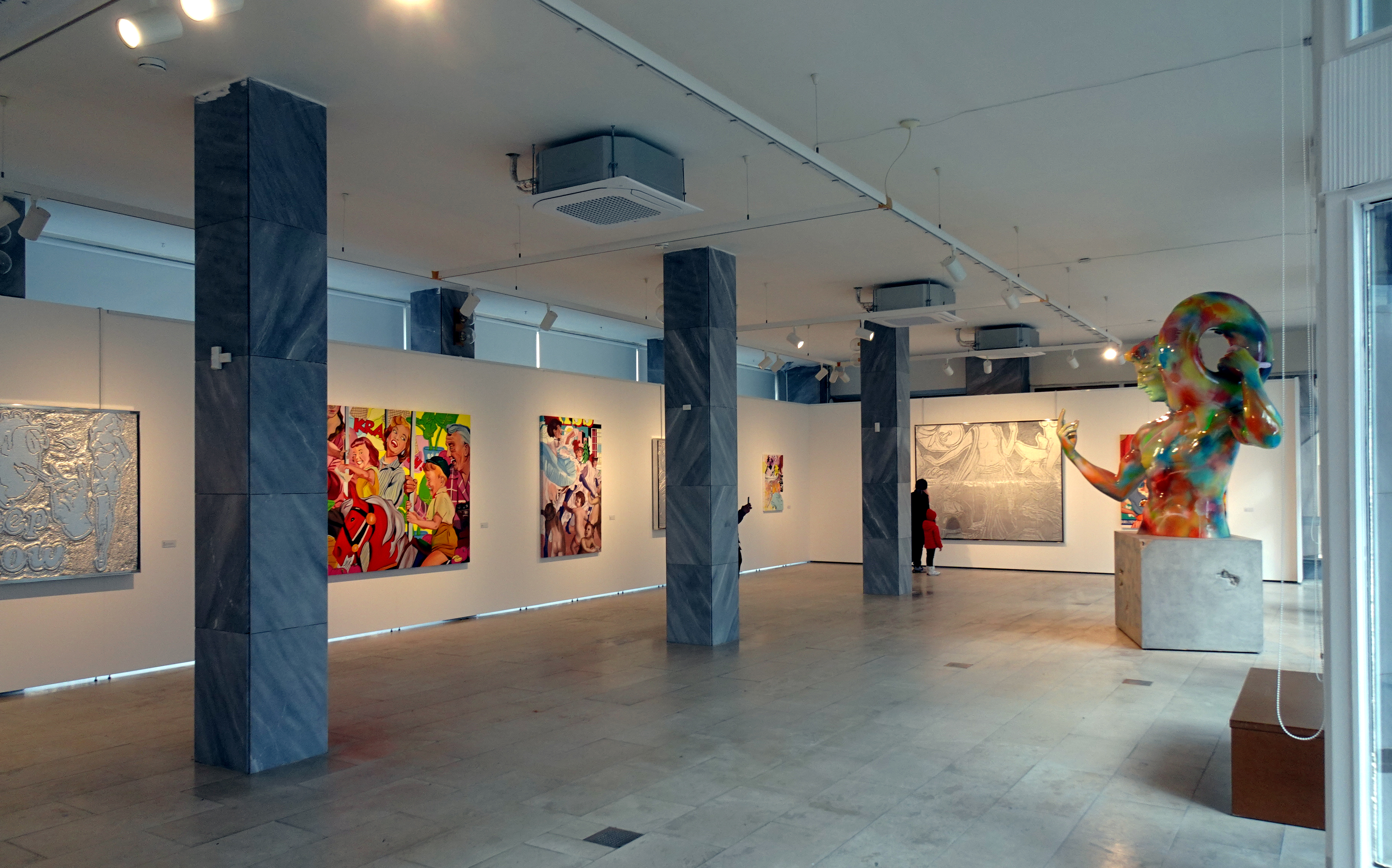
interiér galerie
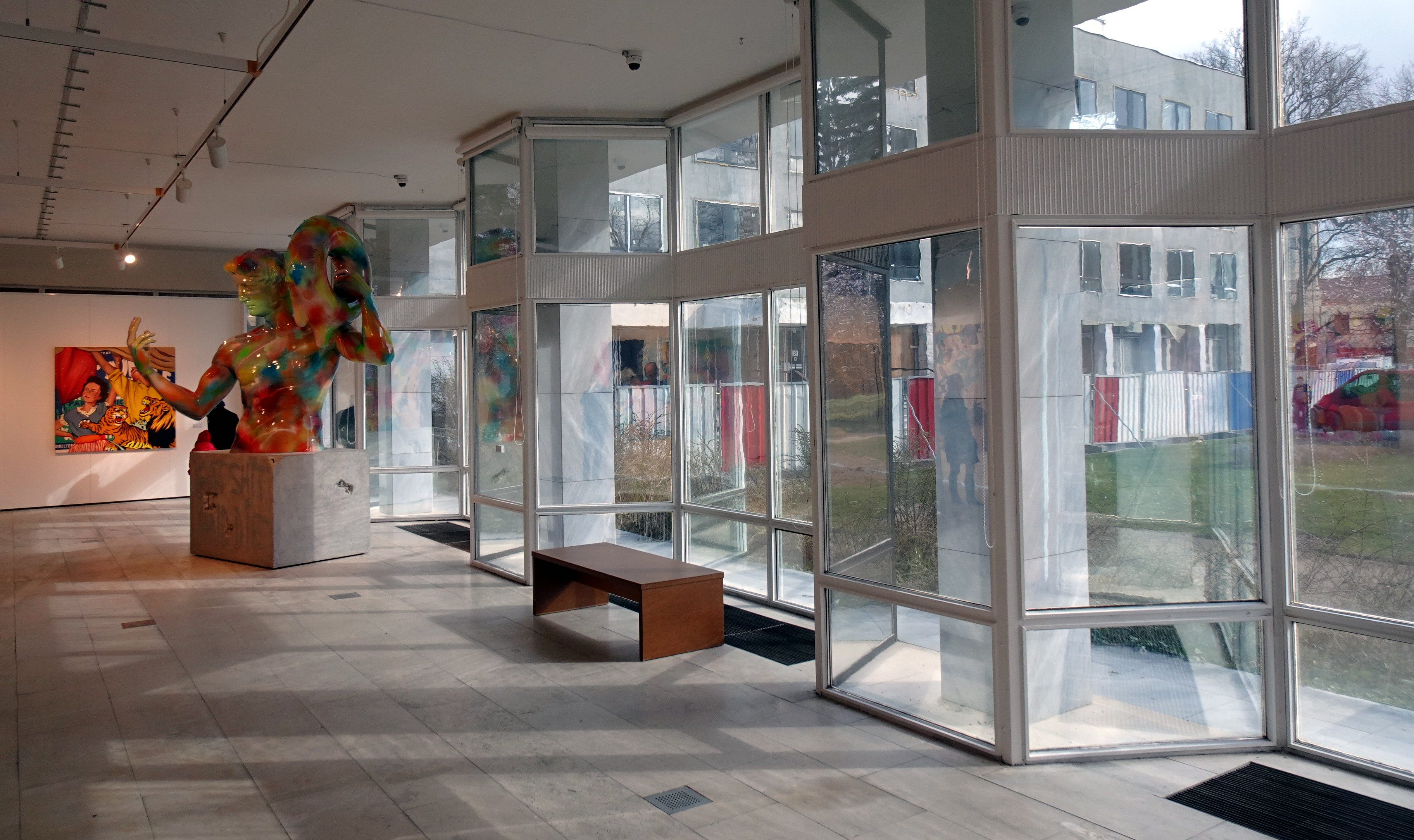
interiér galerie

#### Katalogy
- DRURY, Richard, ODCHÁZEL, Vojtěch. ŽIVÝ TOK Sochy Vojtěcha Adamce st., Obrazy Vojtěcha Adamce ml. Poděbrady: Lázně Poděbrady, 2019, 36 s.
- KARBAŠ Jiří, ODCHÁZEL Vojtěch. Josef Kilian, Poetické vyznání v barvách. Poděbrady: Lázně Poděbrady, 2019, 36 s.
- LOVARSSEN, Ander. Pasta Oner: HalfTime. Poděbrady: Lázně Poděbrady, 2021, 64 s.
- ODCHÁZEL, Vojtěch. Josef Liesler: Fantaskní realita. Poděbrady: Lázně Poděbrady, 2019, 60 s.
- ODCHÁZEL, Vojtěch, BENDA, Milan, BENDA, Břetislav. Břetislav Benda. Poděbrady: Lázně Poděbrady, 2022.
- PŮTOVÁ, Barbora. Průniky realismu a abstrakce: Jaroslav Klát otec a syn. Praha: Pavel Mervart, 2018.

#### Prameny
- ARCHIV VÝTVARNÉHO UMĚNÍ — Galerie Ludvíka Kuby Poděbrady
- POLABSKÉ MUZEUM — Fond Lázně Poděbrady (1924–1980)
- SOA NYMBURK — Československé státní lázně Poděbrady (č. f. 174) (1904–2003)
- SOA NYMBURK — Galerie Ludvíka Kuby Poděbrady